# Borát
Borát (volledige titel: Borát. Een programma gespeld B, O, R, A, accent aigu, T) was een Nederlands absurdistisch radioprogramma dat tussen 1984 en 1989 werd uitgezonden door de VPRO. Korte tijd is er ook een televisieversie geweest (Borát TV). Na 1989 was er nog een beperkte voortzetting in het programma Het Gebouw, genoemd Borát Hoekje. Enkele van de types (Kees Dijkstra en diens moeder Jikke, Kaat en Anna Schalkens, De Kindje en haar kleine broertje) presenteerden in de jaren na Borát het kinderradioprogramma 'Van 0 tot 80'. Marjan Luif heeft nog lange tijd 'De Groentevrouw' gespeeld bij Het Gebouw.
In 1990 werd de absurdistische stijl door enkele leden van het Borát-team (Herman Koch, Michiel Romeyn en aanvankelijk ook Marjan Luif) voortgezet in de vorm van de televisieserie Jiskefet, waarin een aantal van de Borát-types en -sketches terugkwamen (zoals Henk Mul, Prins Bernhard, Bericht voor de Vissers, Agrarische Humor).

## Geschiedenis
Het programma is in 1983 bedacht door Rik Zaal en had toen als ondertitel een vrolijke strijd tussen fictie en werkelijkheid. Rik Zaal verzorgde ook de presentatie, terwijl de productie in handen was van zijn toenmalige partner Jet van Boxtel. De naam van het programma is ontleend aan de pseudo-Tsjechische term borát, die door een groep absurdistische kunstenaars in het communistische Tsjecho-Slowakije van de jaren 70 was bedacht ter aanduiding van de algehele gekte van het dagelijks leven.
In april 2016 verscheen van de hand van Rik Zaal het boek Borát: het verhaal van het legendarische radioprogramma, inclusief twee cd's met hoogtepunten.

## Vaste rubrieken
- Informatie voor de vissers (Herman Koch, Michiel Romeyn)
- De Soul van Pete Felleman
- De B-kantjes (Hans Molenaar)
- Columns (Theo Sontrop, Jan Stavinoha)
- De correspondenten R.A.F. Propre le Maitre (gespeeld door Rogier Proper), Otto Baten (gespeeld door Tom Sijtsma)
- Kees Dijkstra (een Friese puber, gespeeld door Ottolien Boeschoten)
- Kaat en Anna Schalkens (gespeeld door Ottolien Boeschoten en Jet van Boxtel). Deze typetjes kregen van 1995 tot 2000 bij de VPRO een eigen radioprogramma op Radio 1 genaamd "Nachtzusters", dat later ook als tv-programma werd voortgezet.
- Ziekenhuis Ziekenhuis, een radio-soap
- Henk Mul ('Bonkie') de durfal, gespeeld door Herman Koch. Later maakte Henk Mul ook zijn opwachting in Jiskefet
- Het Polyfoon-journaal, (Koch die Polygoon-commentator Philip Bloemendal parodieert)
- Akkie Spaarman, Neêrlands grootste kanshebster op de 300 meter dames (gespeeld door Ottolien Boeschoten)

## Minder regelmatige rubrieken
- Neelie (De Column van Neelie - (Neelie Kroes geparodieerd door Harmke Pijpers)
- Kurt Schnedel, een kwaaie Sudeten-Duitser (Koch)
- Een anonieme vertegenwoordiger van het Gelders Volksleger (Koch)
- Quizmaster Grendel Laverman (Koch)
- Talkshowhost Runder Voorhof (Koch)
- ZKH De Prins (Bernhard gespeeld door Koch)
- Edward Vunzing, iemand uit Bussum (Koch)
- Ferdinand Verwicht bedenkt dingen en doet bijbehorende geluiden (Koch)
- De man van de planeet Urinius (Koch)
- Verder rubrieken als Wat Ik Heel Goed Kan, Goedkope Meningen, Wat Mensen Graag Doen, Geluiden Raden (e.a.) met Lily, de quiz Is het een man of is het een vrouw?, de Grondsoortenquiz, het Borát Kinderhoekje, Boy Stams Moppentrommel, de problemenrubriek Ik Zou Wel Eens Willen Weten met Dette Freesreker; geesten oproepen met Anton Berkhout, etc. etc.